# Campbell (Minnesota)
Campbell es una ciudad ubicada en el condado de Wilkin en el estado estadounidense de Minnesota. En el Censo de 2010 tenía una población de 158 habitantes y una densidad poblacional de 259,59 personas por km².

## Geografía
Campbell se encuentra ubicada en las coordenadas 46°5′51″N 96°24′20″O / 46.09750, -96.40556. Según la Oficina del Censo de los Estados Unidos, Campbell tiene una superficie total de 0.61 km², de la cual 0.61 km² corresponden a tierra firme y (0%) 0 km² es agua.

## Demografía
Según el censo de 2010, había 158 personas residiendo en Campbell. La densidad de población era de 259,59 hab./km². De los 158 habitantes, Campbell estaba compuesto por el 98.73% blancos, el 0.63% eran afroamericanos, el 0.63% eran amerindios, el 0% eran asiáticos, el 0% eran isleños del Pacífico, el 0% eran de otras razas y el 0% pertenecían a dos o más razas. Del total de la población el 3.16% eran hispanos o latinos de cualquier raza.
| 1910 | 1920 | 1930 | 1940 | 1950 | 1960 | 1970 | 1980 | 1990 | 2000 | 2010 | est. 2015 |
| ---- | ---- | ---- | ---- | ---- | ---- | ---- | ---- | ---- | ---- | ---- | --------- |
| 303  | 424  | 313  | 328  | 391  | 365  | 339  | 286  | 233  | 241  | 158  | 154       |

## Localidades adyacentes
El diagrama siguiente presenta las localidades en un  radio de 24 km alrededor de Campbell.